# Totoro (personaggio)
Totoro (トトロ?, Totoro) è un personaggio immaginario creato nel 1988 da Hayao Miyazaki dello Studio Ghibli, per il film Il mio vicino Totoro. Il personaggio di Totoro è stato talmente apprezzato da essere in seguito utilizzato per il logo dello Studio Ghibli.

## Origine
Nel film Il mio vicino Totoro è il custode della foresta che stringe amicizia con Satsuki e Mei. Il suo aspetto è quello di un grosso animale, molto simile a un gigantesco tanuki. È un essere calmo e bonario, ama dormire, e può rendersi invisibile a tutti, mostrandosi solo a chi effettivamente desidera. Sembra essere il custode e protettore della foresta.

## Simbolo
In seguito al successo della pellicola, il personaggio divenne il simbolo dello Studio Ghibli. Uno dei membri dello studio, Toshio Suzuki, confessa che lo studio non riuscirà mai a creare un personaggio che superi in popolarità Totoro, come Walt Disney non riuscì mai a creare qualcosa più popolare di Topolino.
Nel 1994, l'astronomo Takao Kobayashi chiamò l'asteroide 10160 Totoro in onore di questo personaggio.

## La famiglia Totoro
Nel film si vedono altri due esemplari differenti che seguono Totoro ovunque e sul logo dello studio il più piccolo si vede sulla testa di Totoro.
Ne Il mio vicino Totoro, solo Totoro è indicato per nome da Mei. Nei documenti di produzione sono però indicati i nomi anche degli altri due spiritelli:
- Grande Totoro (大トトロ?, Ō-Totoro) o semplicemente Totoro (トトロ?, Totoro).
- Medio Totoro (中トトロ?, Chū-Totoro)
- Piccolo Totoro (小トトロ?, Chibi-Totoro)

## Apparizioni
Oltre al film originale, Totoro appare in numerose produzioni dello Studio Ghibli:
- nel 1989 in Kiki - Consegne a domicilio di Hayao Miyazaki: Kiki possiede un peluche Totoro e una casa giocattolo su cui c'è un piccolo Totoro e il volto di una bambina.
- nel 1994 in Pom Poko di Isao Takahata: furtivamente tra gli spettri durante la sfilata yōkai.
- nel 1995 in I sospiri del mio cuore di Yoshifumi Kondō: un medio Totoro e un piccolo Totoro sono presenti tra le decorazioni e un libro nella libreria è chiamato "Totoro".
- nel 1995 in On Your Mark di Hayao Miyazaki: il logo dell'auto Alfa Romeo è rappresentato con un piccolo Totoro al posto del serpente verde.
- nel 2002 in Mei to Konekobasu di Hayao Miyazaki: alla fine, in mezzo ad altri personaggi, Totoro è riconoscibile dal suo ombrello.
- nel 2008 in Ponyo sulla scogliera di Hayao Miyazaki: c'è un piccolo Totoro sul frigorifero.

Il personaggio di Totoro appare poi anche in un paio di puntate di South Park e nel film della Pixar Toy Story 3 - La grande fuga; viene inoltre citato anche nella serie tv Supernatural nell'ottavo episodio dell'undicesima stagione "L'amico immaginario" (Just My Imagination)